# Gustave Fagniez

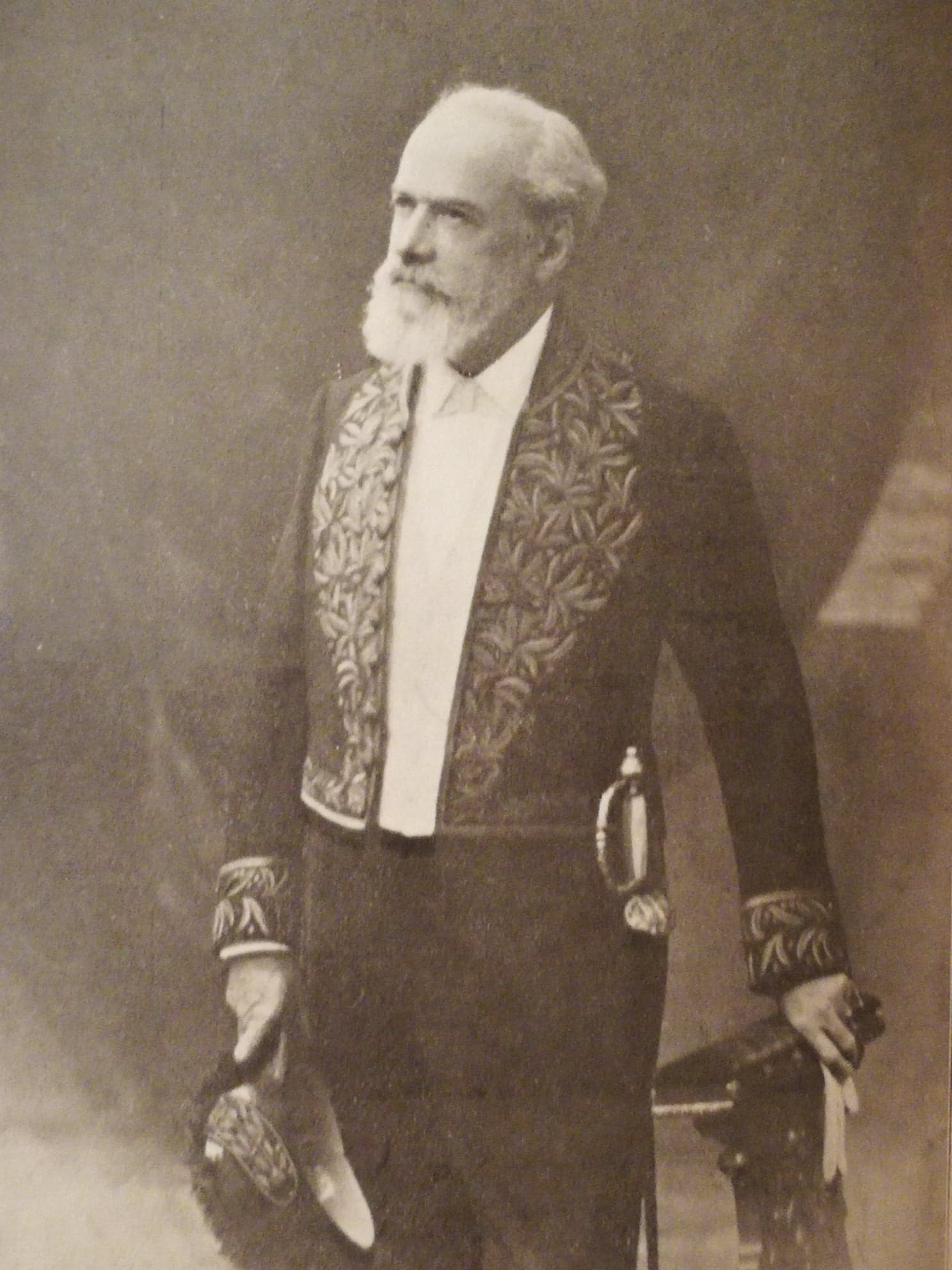
Gustave Fagniez

Gustave Fagniez (* 6. Oktober 1842 in Paris; † 18. Juni 1927 in Meudon, Département Hérault) war ein französischer Historiker.

## Leben und Werk
Gustave Fagniez entstammte einer vermögenden Familie aus Arras. In Paris lernte er unter anderem durch den Salon seiner Mutter einflussreiche Personen aus der liberalen Kulturszene wie Jules Simon, Eugène Despois und die Brüder Goncourt kennen, unter deren Einfluss er republikanische Überzeugungen entwickelte.
Gustave Fagniez besuchte das Lycée Louis-le-Grand und studierte seit 1864 an der École des chartes, wo er 1867 mit dem Diplom als Archiviste paléographe abschloss. Danach studierte er weiter an der École pratique des hautes études und trat 1869 als Archivar in die Archives nationales ein und war dort bis 1881 tätig. Anschließend widmete er sich ganz seinen historischen Studien. 1876 begründete er mit Gabriel Monod die Revue historique. 1901 wurde er Mitglied der Académie des sciences morales et politiques. Seine Dissertation Études sur l’industrie et la classe industrielle à Paris aux XIIIe et XIVe siècles (1877) (Studien zur Industrie und zum industriellen Niveau im Paris des 13. und 14. Jahrhunderts) wurde als maßgebend betrachtet.
Der Schwerpunkt seiner Forschungen lag auf der Wirtschaft und Gesellschaft des Ancien Régime sowie auf der Geschichte der Diplomatie im 17. Jahrhundert (insbesondere Ludwig XIII. und Kardinal Richelieu).

## Veröffentlichungen (Auswahl)
- Recherches sur la commune de Vémars en France. Mémoires de la Société de l'histoire de Paris et de l'Île-de-France, Honoré Champion, Paris 1876.
- Études sur l'industrie et la classe industrielle à Paris au XIIIe et au XIVe siècle. F. Vieweg, Paris 1877; Digitalisat auf Gallica (Dissertation; Reprint: Slatkine, Genf 1975).
- Journal parisien de Jean Maupoint, prieur de Sainte-Catherine-de-la-Couture, 1437–1469. Honoré Champion, Paris 1878. Digitalisat auf Gallica
- L'industrie en France sous Henri IV (1589–1610). Sonderdruck der Revue historique, 1883. Digitalisat auf Gallica
- Livre de raison de Nicolas Versoris, avocat au Parlement de Paris, 1519–1530. 1885. Digitalisat
- Fragment d'un répertoire de jurisprudence parisienne au XVe siècle. 1891. Digitalisat auf Gallica
- Richelieu et l'Allemagne (1624–1630). In Revue historique 45, 1891, S. 1–40. Digitalisat auf Gallica
- Le Père Joseph et Richelieu. 2 Bände, Hachette, Paris 1894 (Digitalisat Band 1)
- L'Économie sociale de la France sous Henri IV (1589–1610). Hachette, Paris 1897. Digitalisat auf Gallica; Reprint: Slatkine, Genf 1975.
- Documents relatifs à l'histoire de l'industrie et du commerce en France. 2 Bände, Picard, Paris 1898–1900
  - Band 1: Depuis le 1er siècle avant J.-C. jusqu'a la fin du XIIIe siècle (Digitalisat).
  - Band 2:XIVe e XVe siècles (Digitalisat).
- L'opinion publique et la presse politique sous Louis XIII, 1624–1626. 1900.
- Le Duc de Broglie, 1821–1901. Perrin, Pairs 1902. Digitalisat auf Gallica
- Corporations et syndicats. Bibliothèque d'économie sociale, Lecoffre, Paris 1904 (2. Auflage 1906).
- La Politique de Vergennes et la diplomatie de Breteuil 1774–1787. In: Revue historiqueu>, 1922. Digitalisat auf Gallica
- La femme et la société française dans la première moitié du XVIIe siècle. J. Gamber, Paris 1929. Posthum veröffentlichtes Werk, das die in der Revue des Deux Mondes veröffentlichten Artikel beinhaltet: L'enfance et l'éducation (1909), Le mariage (1911), La vie professionnelle (1911), La femme dans la famille I (1912), La femme dans la famille II (1912).